# هوالالاي

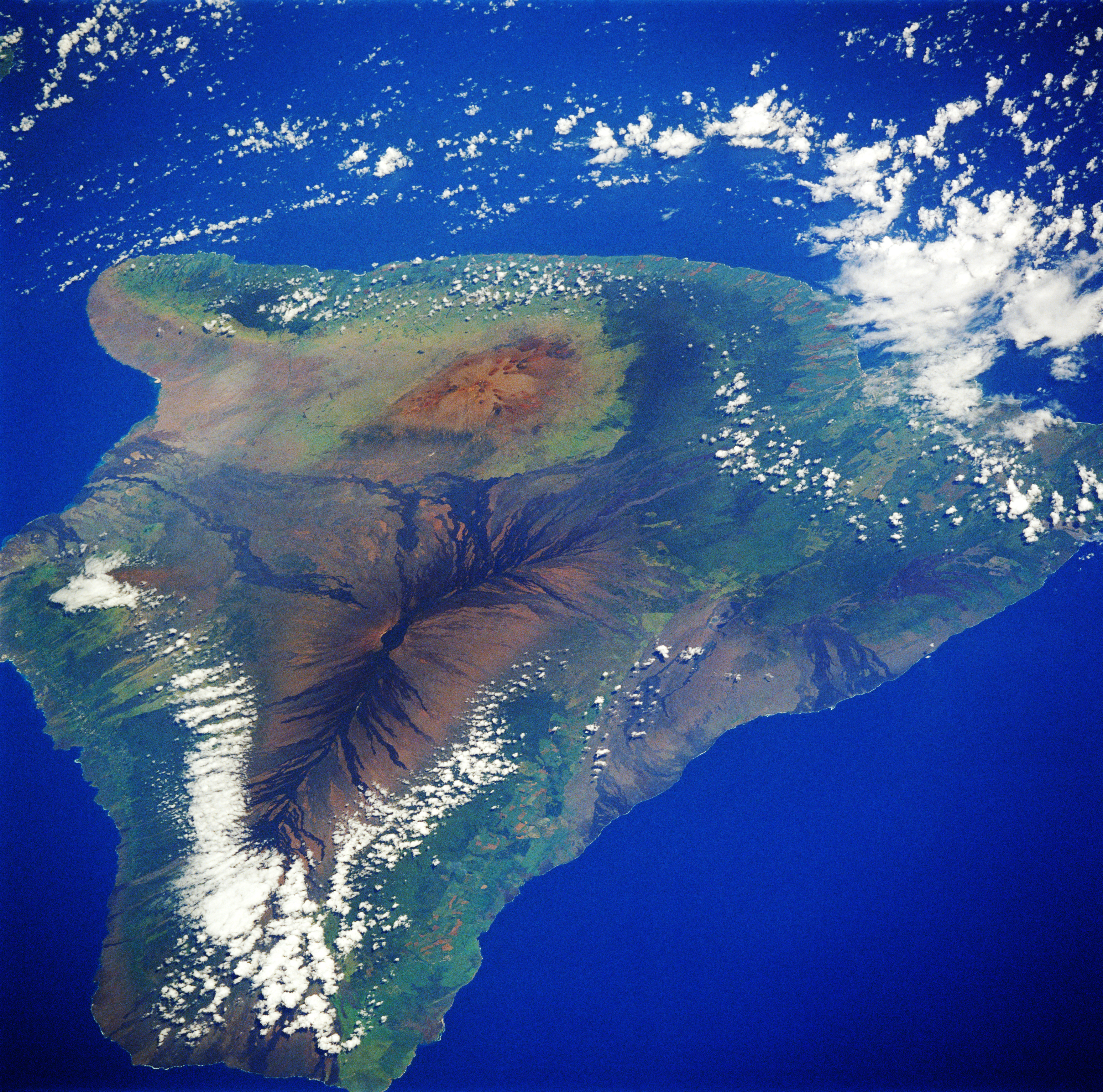

هوالالاي أو بركان هوالالاي  (بالإنجليزية: Hualālai) هو أحد البراكين الدرعية الموجودة بجزيرة أوكيناي بجزر هاواي بالمحيط الهادي . وترتفع قمته نحو 2520 متر فوق سطح البحر . وبركان هوالالاي هو واحد من 5 براكين توجد على جزر هاواي ويقع تقريبا غرب الجزيرة بين البركانين العظيمين مونا كيا ومونا لوا ، ويعتبر جبل مونا كيا أعلى جبل في العالم إذا علمنا أن ارتفاعه من قاع البحر إلى القمة نحو 10200 متر، على الرغم من الجزء الظاهر منه فوق سطح البحر بارتفاع 4800 متر .

## التضاريس

جزيرة أوكيناي ب هاواي.

تعتبر جزيرة أوكيناي التابعة لجزر هاواي قد نشأت من نشاط بركاني من نوع البركان الدرعي حيث تتتالى تكوين بركان فوق الآخر . وتلك البراكين - بحسب قدم عمرها إلى الجديد - هي :
- كوهلا وهو بركان خامد،
- مونا كيا وهو بركان «نائم» ،
- بركان هوالالاي وهو أيضا بركان نائم،
- مونا لوا وهو بركان نشيط
- كيلاويا وهو بركان نشيط جدا .

وقد نشأ بركان هوالالاي في منطقة صدع يمر بفوهته ومن تصدع آخر غير محدد بالضبط يمتد من منطقة شمال هوالالاي إلى نحو 5 كيلومترات نحو الشرق . وقد قدر عمر أقدم صخرة وجدت في هذا الجبل بنحو 128000 سنة، ويقدر عمر نشأة البركان وظهوره فوق سظح البحر بنحو 300000 سنة .

## اقرأ أيضا
- بركان تصدعي
- بركان درعي
- بركان هيكلا
- نقطة ساخنة
- تكتونيات الصفائح
- انبثاق بركاني
- لوافظ آيسلندا